# InstrumenPoche
 (septembre 2012).
InstrumenPoche est un logiciel libre[réf. nécessaire] qui permet une simulation informatique de l'utilisation d'instruments pour réaliser des constructions géométriques. InstrumenPoche peut générer des animations à partir de ces constructions, permettant de visualiser leur chronologie. Il est destiné principalement à l'apprentissage de la géométrie en milieu scolaire.
Instrumenpoche était initialement destiné aux enseignants pour la réalisation de constructions et d’animation pour illustrer leur cours. Sa prise en main étant rapide, il peut aussi être utilisé par les élèves. 
InstrumenPoche est un projet soutenu par l'association Sésamath.